# 나카메구로역
나카메구로역(일본어: 中目黒駅 나카메구로에키[*])은 일본 도쿄도 메구로구에 있는 철도역이다. 도쿄 급행 전철에서 관할하는 역이며, 역장 소재역이다.

## 역 구조
섬식 승강장 2면 4선의 고가역이다. 바깥의 1/4번 선을 도요코 선이, 안쪽의 2/3번 선을 히비야 선이 사용한다. 역 관리는 도큐에서 하고, 히비야 선 측의 역명판 표시 장치의 외장도 도큐의 양식으로 되어 있지만, 표시 내용은 도쿄 메트로의 것이다.
화장실은 1층 개찰구 내 대합실부에 설치되었고, 다목적 화장실은 예전에는 설치되어 있지 않았지만 새로 추가되었다.

### 승강장
| 1 | 도요코 선 | 지유가오카·기쿠나·요코하마 방면 미나토미라이 선 직결운행 미나토미라이·니혼오도리·모토마치·주카가이 방면                                                                                          |
| 2 | 히비야 선 | 당역 종착 열차용 |
| 3 | 히비야 선 | 긴자・우에노・기타센주・도부 동물공원 방면 |
| 4 | 도요코 선 | 시부야 방면 후쿠토신 선 직결 운행 신주쿠 3초메·이케부쿠로·고타케무카이하라 방면 세이부 선 직결 운행 네리마·세이부큐조마에·한노 방면 도부 철도 선 직결 운행 가스미가세키·가와고에시·신린코엔 방면 |

### 역 개량 공사
도요코 선과 후쿠토신 선과의 상호 직통 운전 개시를 목표로 역 개량 공사를 진행하였다.

## 역 주변
- 메구로구청
- 미즈호 은행
- 메구로 긴자 상점가
- 메구로 구립 메구로 소학교
- 나카메구로 게이트 타운
- 나카메구로 아틀라스 타워
- 메구로 천
- 도큐 스토어 본사
- 나카메구로 역전 우체국

## 역사
- 1927년 8월 28일: 나카메구로 역 영업 개시.
- 1964년
  - 7월 22일: 히비야 선 영업 개시, 도요코 선과 직결 운행 시작.
  - 8월 29일: 히비야 선 히가시긴자 ~ 가스미가세키 간의 개통으로 완전 개통과 동시에 도요코 선의 히요시 역까지 상호 직통 운전 개시. 승강장은 2면 2선에서 2면 4선으로 확장되어 요코하마 방면에 히비야 선 인상선 3선도 완성되었고 도요코 선이 급행 정차역으로 추가됨.
- 1988년 8월 9일: 히비야 선이 도요코 선 기쿠나역까지 연장 운행.
- 2000년 3월 8일: 당역으로부터 100m 지점의 히비야 선에 있는 급커브 지점에서 열차 탈선 사고, 열차 충돌 사고 발생.
- 2001년 3월 28일: 도요코 선 특급 열차 운행 개시(당초에는 특급 통과역).
- 2003년 3월 19일: 도요코 선의 특급 정차역에 추가됨. 동시에 통근 특급의 정차역이 됨.
- 2012년 12월 23일: 유텐지 방향 쪽의 개찰구 사용 개시.
- 2013년
  - 3월 16일: 후쿠토신 선 과의 직결 운행으로 도요코 선과 히비야 선 직결 운행이 중단.
  - 12월 23일: 1번 선으로 도요코 선(시부야 역을 제외)에서는 처음으로 스크린도어 운용 개시.
- 2014년 3월 28일: 4번 선 승강장의 스크린도어 사용 개시.
- 2016년 11월 22일: "나카메구로 고가시타"가 개업.

## 인접역
| 도쿄 급행 전철 도요코 선     | 도쿄 급행 전철 도요코 선 | 도쿄 급행 전철 도요코 선                   |
| ---------------------------- | ------------------------ | ------------------------------------------ |
| TY 01 시부야 시부야 방면     | ■ 특급 □ 통근 특급       | 지유가오카 TY 07 모토마치·주카가이 방면    |
| TY 01 시부야 시부야 방면     | ■ 급행                   | 가쿠게이 대학 TY 05 모토마치·주카가이 방면 |
| TY 02 다이칸야마 시부야 방면 | ■ 각역정차               | 유텐지 TY 04 모토마치·주카가이 방면        |
| 도쿄 메트로 히비야 선        |                          |                                            |
| 시·종착역                    | 히비야 선                | 에비스 H 02 기타센주 방면                  |